# 鍾惺
鍾惺（1574年8月25日—1625年7月24日），字伯敬，號退公、退谷、退庵，又號晚知居士，湖廣沔陽州竟陵縣皂市（今湖北省天門市皂市鎮）人，祖籍江西吉安府永豐縣，明末文學家、政治人物，同進士出身。

## 生平
萬曆十九年（1581年），鍾惺年十八，前往府省參加童子試，为督學鄒迪光所拔取。萬曆三十一年（1603年）癸卯科湖廣鄉試第十一名舉人，萬曆三十八年（1610年）中式庚戌科會試第十七名，三甲第八名進士。吏部觀政，授行人司行人，四十三年任貴州鄉試主考官，四十四年暂擬授刑部主事，四十六年實補工部都水司主事，不久改任南京禮部主事，進南京禮部郎中。升福建按察使司僉事，提督學政。天啟三年（1623年）因丁父憂而辭官歸鄉，後遁入寺院，不久便去世。

## 評價
天啓三年（1623年）因丁父憂辭官從福建歸鄉，途經武夷山時，留在當地遊山玩水，遭到福建巡撫南居益上疏彈劾他“公然棄名教而不顧，甚至承親諱而冶遊”，敗壞文人形象。對此譚元春為其反駁，力稱鍾惺“內行過人，凡大父以下，先世貽家孝愛、為生艱難事，皆回環於心，未嘗一日忘。生、嗣父母，恩養教誨，言之哽咽，不能竟其詞。弟侄相依，孤寡盈前，歡笑痛苦，一往無緒。然居喪作詩文、遊山水，不盡拘乎禮俗，哀樂奇到，非俗儒所能測也。”雖然譚氏極力維護鍾氏的人格，却又引來閻若璩的批評，所謂“墓銘不為隱避、不為微詞，反稱其‘哀樂奇到，非俗儒所能測’。”顧炎武亦其後在《日知錄》提到世人只欣賞鍾惺的評點著作，“忘其不孝貪污之罪，且列之為文人矣。”自顧炎武的抨擊以來，清初文士在提倡“經世致用”的文風下，强調個人的道德修持，均不滿鍾惺居喪出遊武夷山，違背禮俗。亦連帶抨擊竟陵派。

## 著作
鍾惺能詩文，冠絕一時，公推為竟陵派之首，與譚元春合稱竟陵體或鍾譚體。他提倡“勢有窮而必變，物有孤而為奇”，寫作別具風格，“求新求奇”、“孤行靜寄”。吳景旭說：“伯敬詩清迥自異，全用歐九飛蓋橋玩月筆法，與譚友夏選《古唐詩歸》，一時翕然稱之。”著有《浣花溪記》、《遊武夷山記》、《夏梅說》、《隱秀軒集》、《鄴中歌》、《史懷》等。

## 家庭
曾祖鍾弘仲。祖父鍾山。嗣父鍾一理（號裕齋），生父鍾一貫（號魯庵），以貢生任直隸武進縣訓導。生母馮氏、嗣母陳氏皆封宜人。嚴侍下。有子鍾肆夏，為諸生，早夭。嗣子鍾陔夏，亦為諸生。季子納夏。大弟鍾愫，早卒；二弟鍾恮，為諸生，先鍾惺卒；三弟鍾悌，又先鍾恮卒；惟獨四弟鍾快還在世。